# Darwin Awards
Pour les articles homonymes, voir Darwin.
Les Darwin Awards (en français : prix Darwin) sont des récompenses sarcastiques créées sur Usenet dans les années 1980, nommées en référence à Charles Darwin, auteur du texte fondateur de la théorie de l'évolution. En 1993 Wendy Northcutt a formalisé le processus de sélection et a commencé à publier les situations rapportées dans un site Web. Dans les années 2000 et 2010, elle a publié plusieurs livres d'anecdotes. Dans les années 2020, elle maintient le site Web tout en continuant d'analyser les situations proposées.
Ces récompenses sont décernées à des personnes qui sont mortes ou qui ont été stérilisées à la suite d'un comportement particulièrement stupide de leur part. Ces personnes sont ainsi récompensées (le plus souvent à titre posthume) pour avoir, de cette façon, « contribué à l'amélioration globale du patrimoine génétique humain ». On sous-entend ici que la stupidité à l'origine de leur décès serait due à un patrimoine génétique défavorable à l'espèce humaine, et qu'il vaut mieux qu'elles ne l'aient pas transmis.
Les prix sont remis par le biais du Web ou par courriel. Aucune valeur d'ordre monétaire ou matériel n'est associée au prix, seulement l'acquisition d'une mauvaise réputation pour le récipiendaire.

## Historique

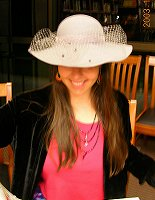
Wendy Northcutt, la créatrice du site et des livres sur les Darwin Awards.

L'ensemble du projet des Darwin Awards est supervisé depuis 1993 par Wendy Northcutt, sa créatrice, surnommée « Darwin », à l'époque étudiante américaine en biologie moléculaire.
Alors qu'elle étudiait la neurobiologie à l'université Stanford, elle a commencé à collectionner sur son temps libre les histoires insolites, en organisant une chaîne de lettres via le site web des Darwin Awards original, hébergé sur son espace de compte personnel à Stanford. Elle envoyait ces histoires à ses amis, qui les propageaient à leur tour à leurs amis, ce qui a valu en retour à Wendy de recevoir un abondant courrier d'un peu partout.
Lorsque les serveurs de l'université de Stanford furent congestionnés en raison de l'importance de ce trafic, elle déplaça le site web original vers darwinawards.com. Elle quitta finalement les bancs de l'université en 1998 et se consacra à plein temps depuis septembre 1999 à son site web et aux livres tirés de celui-ci. En 2002, le site web des Darwin Awards recevait sept millions de visites par mois.
Wendy Northcutt rencontra quelques difficultés pour publier le premier livre basé sur ces histoires, puisque la plupart des éditeurs ne lui offraient un contrat que si elle acceptait de retirer les histoires d'Internet. Elle refusa de le faire en disant : « C'était une communauté, je ne pouvais pas faire ça, même si ça m'a coûté beaucoup d'argent, je n'arrêtais pas de dire non ». Elle trouve finalement un éditeur qui a accepte d'imprimer un livre contenant seulement 10 % du matériel recueilli pour le site web. Le premier livre, The Darwin Awards: Evolution in Action, fut un succès, et a été inscrit sur la liste des best-sellers du New York Times pendant six mois.
Les commentaires des histoires publiées par Northcutt n'étaient pas tous positifs, et elle recevait parfois des courriels de personnes connaissant le défunt. L'une d'elles lui écrivit : « C'est horrible, cela a choqué notre communauté au plus profond de nous-même. Vous devriez le retirer ». Mais Northcutt répondit « Je ne peux pas [retirer cette histoire], ce serait trop bête ». Northcutt a conservé les anecdotes qu'elle avait collectées, à la fois sur son site web et dans ses livres, les citant comme un « guide de sécurité drôle, mais vrai » et ajoutant que les enfants qui lisent son livre font beaucoup plus attention aux explosifs.
Le site web attribue des « Mentions honorables » aux personnes qui survivent à leurs mésaventures et gardent intactes leurs capacités de reproduction. Ainsi en est-il de  Larry Walters dit « Lawnchair Larry », qui, en juillet 1982, attache un ballon-sonde gonflé à l'hélium à une chaise de jardin et s'envole avec, loin au-dessus de Long Beach en Californie. Il atteint une altitude de 16 000 pieds (près de 5 000 m)
à laquelle il survit, mais est plus tard condamné à une amende pour avoir traversé un espace aérien contrôlé.

## Exemples
L'éligibilité à un Darwin Award nécessite d'avoir agi de façon particulièrement stupide.
Quelques exemples :
- sauter d'un avion pour filmer des parachutistes, sans porter soi-même de parachute (Louisburg, Caroline du Nord, 1987)[9] ;
- faire une chute du 24e étage d'un immeuble, en essayant de démontrer à des étudiants la solidité des vitres (Toronto, Ontario, 1993)[10] ;
- être condamné à mort après avoir détaillé le meurtre qu'on a commis dans une lettre envoyée au procureur, afin de le narguer (Manassas, Virginie, 2003)[11] ;
- chauffer une lampe à lave sur une cuisinière (Kent, État de Washington, 2004)[12] ;
- mourir écrasé par la façade de la banque que l'on dynamitait (Dinant, Belgique, 2009)[13] ;
- mourir à moto alors que l'on défile sans casque de moto lors d'une manifestation contre le port obligatoire du casque. Les policiers ont indiqué que l'individu mort aurait sans aucun doute survécu s'il avait porté son casque (État de New York, États-Unis, 2011)[14],[15] ;
- remplir le réservoir d'essence d'un groupe électrogène en s’éclairant à la bougie (Iflissen, Algérie, 18 août 2012)[16] ;
- mourir de froid après avoir voulu dormir dans la rue pour raconter l'histoire des sans domicile fixe (Newcastle, Angleterre du Nord-Est, 2013)[17] ;
- mourir en tentant de brûler la boutique de son ex petite-amie (West Park, Floride, 2013)[18] ;
- mourir noyé après avoir voulu relever un défi lancé sur Facebook, en se jetant à l'eau avec un vélo attaché au pied afin de ne pas le perdre (Béganne, Morbihan, 2014)[19] ; et mourir d'hydrocution pour la même cause (Chaumont-d'Anjou, Maine-et-Loire, juin 2014)[20] ;
- mourir en chutant d'une statue alors que l'on soutenait une équipe de football (Bruxelles, Belgique, 2014)[21] ;
- mourir sur le coup après avoir allumé une fusée de feu d'artifice sur son crâne à l'occasion de la fête nationale américaine du 4 Juillet, alors que l'on avait bu (Calais, Maine, juillet 2015)[22] ;
- mourir étouffé après s'être vanté de pouvoir avaler en une seule bouchée un cheeseburger entier (Pays de Galles, Royaume-Uni, 2016)[23],[24].

## Canulars
Étant donné que tout le monde peut proposer des candidats à ce prix, il y a de temps en temps des cas d'histoires farfelues. Par exemple, une automobile aurait été emportée par une fusée JATO, tuant son « pilote » en s'écrasant contre une montagne. Cependant, il a été prouvé que ce Darwin Award était un faux. Il s'agit d'une légende urbaine, tout comme celle du chasseur qui lance un bâton de dynamite allumé sur un lac gelé, pour se le voir rapporter par son propre chien de chasse. De même, le fait d'avoir joué à la roulette russe avec un pistolet automatique avait été nommé aux Darwin Awards en 2000 ; il s'agit aussi d'une légende urbaine : selon la véritable histoire, le 1er coup étant à sec, rien n'indique qu'il s'agissait bien d'un pistolet et non d'un revolver.

## Règles
Wendy Northcutt a décrit cinq exigences pour l'obtention d'un Darwin Award :

### Incapacité à se reproduire
La personne candidate doit être morte ou rendue stérile.
Parfois, cela peut être un sujet de litige. Les récipiendaires potentiels peuvent être mis hors du patrimoine génétique en raison de l'âge ; d'autres se sont déjà reproduits avant leur décès. Pour éviter les débats sur la possibilité de fécondation in vitro, d'insémination artificielle ou de clonage, le livre initial sur les Darwin Awards a appliqué le test dit de « l'île déserte » pour les gagnants potentiels : si la personne est incapable de se reproduire lorsqu'elle s'échoue sur une île déserte avec un membre fertile du sexe opposé, il ou elle sera considéré comme stérile. Les gagnants du prix, en général, sont soit morts, soit devenus incapables d'utiliser leurs organes sexuels.

### Excellence
La personne candidate doit avoir un jugement étonnamment stupide.
La folie du candidat doit être unique et sensationnelle, probablement parce que le prix est destiné à être drôle. Un certain nombre d'activités folles mais communes, comme fumer au lit, sont exclues de l'étude. En revanche, l'auto-immolation causée par le fait de fumer après s'être fait administrer un onguent inflammable dans un hôpital où on a spécifiquement dit de ne pas fumer, est un motif de nomination . Une « mention honorable » (un homme qui tente de se suicider en avalant des pilules de nitroglycérine, pour ensuite tenter de les faire exploser en fonçant dans un mur) est prévue pour cette catégorie, en dépit d'être un acte intentionnel et auto-infligé, qui serait normalement disqualifiant.

### Auto-sélection
La personne candidate doit avoir causé sa propre disparition.
Tuer un ami avec une grenade à main ne serait pas admissible, mais se tuer lors de la fabrication d'un dispositif de nettoyage de cheminée maison à partir d'une grenade serait admissible. Pour remporter un Darwin Award, il faut s'être tué soi-même ; causer simplement la mort d'un tiers est insuffisant.

### Maturité
La personne candidate doit être capable de jugement.
Le candidat doit avoir au moins l'âge légal pour conduire et ne doit pas être atteint de déficience intellectuelle (Northcutt considère les blessures ou les décès causés par une déficience intellectuelle comme tragiques, plutôt qu'amusants, et disqualifie régulièrement ces entrées). Après bien des discussions, il existe aussi une catégorie relative aux décès en dessous de cette limite d'âge. Les entrées dans cette catégorie exigent que les proches du candidat soient d'avis que les actions de la personne en question étaient en effet totalement déraisonnables.
Cependant, en 2011 la récompense a concerné un garçon de 16 ans à Leeds qui est mort alors qu'il volait du câblage de cuivre (l'âge minimum pour la conduite en Grande-Bretagne étant de 17 ans). En 2012, Northcutt a mis en lumière un cas similaire d'une jeune fille de 14 ans au Brésil qui a été tuée en se penchant par la fenêtre d'un autobus scolaire, mais le prix lui-même a été « disqualifié », du fait de l'objection générale du public en raison de son âge.

### Véracité
L'événement doit être vérifié.
L'histoire doit être documentée par des sources fiables : par exemple, des articles de journaux réputés, des reportages télévisés confirmés ou des témoins oculaires responsables. Si une histoire est jugée fausse, elle est disqualifiée, mais celles qui sont particulièrement amusantes sont placées dans la section légende urbaine des archives. Malgré cette exigence, la plupart des histoires sont fictives, apparaissant souvent comme des « propositions originales » et ne présentant pas d'autres sources que celles non vérifiables (ou peu fiables) de « témoins oculaires ». La plupart de ces histoires sur le site des Darwin Awards de Northcutt sont classées dans la section des comptes personnels.

### Améliorations des règles
Outre ces cinq exigences pour l'obtention d'un Darwin Award, des révisions ultérieures aux critères de qualification ont ajouté plusieurs exigences qui ne sont pas dans les « règles » formalisées : les passants innocents ne peuvent être mis en danger et l'épreuve de qualification au Darwin Award « doit » être causée sans intention délibérée (pour éviter les chercheurs de gloire qui se blessent volontairement uniquement pour gagner un prix).

## Auto-stérilisation
Bien que la plupart des lauréats n'aient reçu le prix qu'à titre posthume, l'auto-stérilisation est admissible et des « mentions honorables » sont donc remises aux personnes qui, malgré des efforts méritoires, se sont contentées de ne pouvoir transmettre leur patrimoine génétique. Leurs gestes dangereux et stupides méritent une mention, ne serait-ce que pour avertir leur entourage de se tenir à bonne distance d'elles.

## Étude scientifique

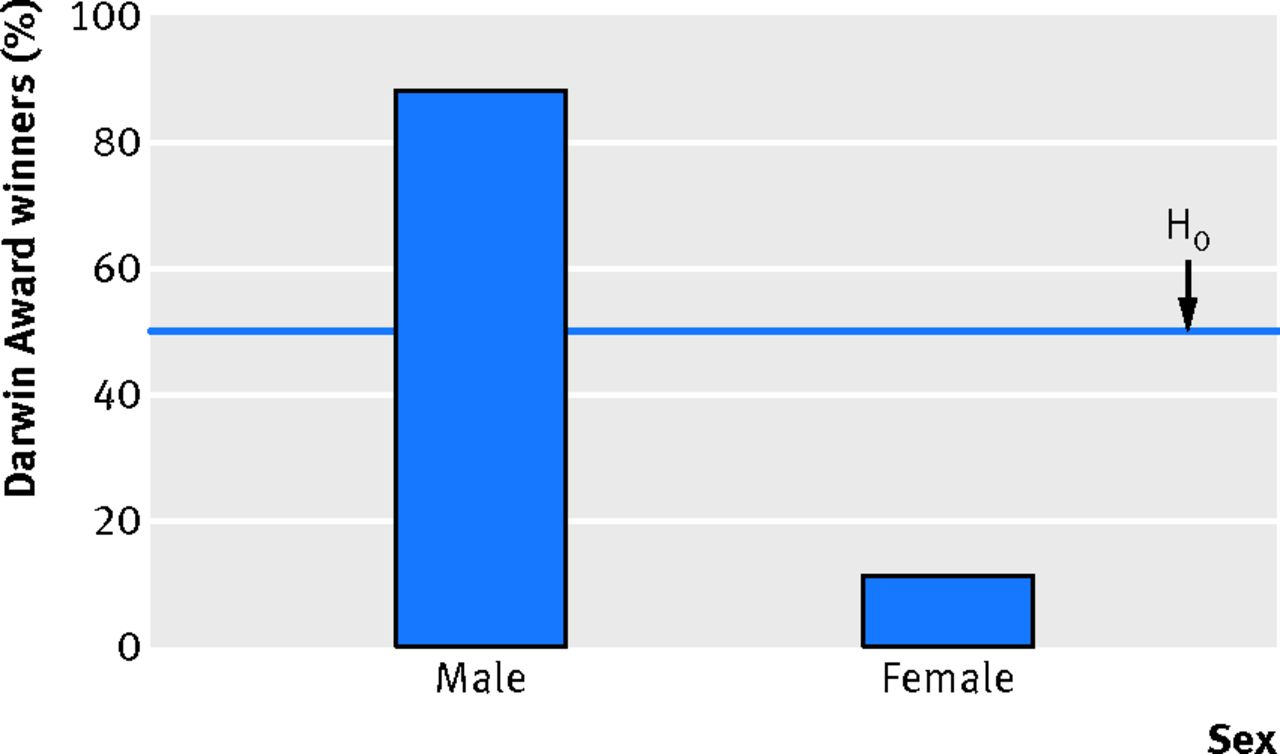
« Les gagnants des prix Darwin hommes et femmes. La ligne H_{0} indique les pourcentages attendus sous l'hypothèse nulle selon laquelle les hommes et les femmes sont également idiots ».

En décembre 2014, une équipe de chercheurs de l'université de Newcastle publie dans le British Medical Journal une étude statistique portant sur « la différence des sexes dans les conduites stupides ». Les chercheurs ont, pour ce faire, analysé un échantillon de personnes décédées de manière pour le moins stupide en se basant sur le classement des Darwin Awards,. Selon l'étude, les hommes représentent 88,7 % des vainqueurs des Darwin Awards.

Selon le journal 20 Minutes, qui relate l'histoire, 

« Les chercheurs ont alors découvert que [près de] 90 % des vainqueurs des Darwin Awards étaient des hommes. Sur les 332 prix, 14 étaient partagés par des hommes et des femmes, 282 avaient été remis à des hommes et seulement 36 à des femmes. « Si l'on en croit la "théorie du mâle idiot" (male idiot theory, en anglais), beaucoup des différences que l'on observe entre les hommes et les femmes au niveau des comportements à risques, les admissions aux urgences ou le taux de mortalité, peuvent être expliqués par le fait que les hommes sont des idiots et que les idiots font des choses stupides », explique ainsi le Dr Denis Lendrem, de l'université de Newcastle. »

— Extrait de l'article du journal 20 Minutes du 16 décembre 2014.

Parmi les nombreux facteurs expliquant ce résultat, Le Monde rapporte que, 

« Plus sérieuse est l’influence de l’alcool. « La différence [entre hommes et femmes] peut s’expliquer largement par le comportement des deux sexes face à l’alcool. Sous l’empire de la boisson, les hommes semblent développer un sentiment d’invincibilité particulier. » Ainsi ces trois amis, au Cambodge, qui avaient inventé une variante de la roulette russe : après chaque verre, ils sautaient, à tour de rôle, sur une vieille mine, pas encore désactivée. L’explosion de l’engin les a tués tous les trois. »

— Extrait de l'article du journal Le Monde du 15 décembre 2014.

## Au-delà du site
Plusieurs livres sur les meilleures histoires ont été publiés.
- Wendy Northcutt, The Darwin Awards : Evolution in Action, New York, PLUME (The Penguin Group), 2000, 327 p. (ISBN 0-525-94572-5, lire en ligne)
- Wendy Northcutt, The Darwin Awards II : Unnatural Selection, New York, PLUME (The Penguin Group), 2001, 256 p. (ISBN 978-1-101-21896-9, lire en ligne)
- Wendy Northcutt, The Darwin Awards : 180 Bizarre True Stories of How Dumb Humans Have Met Their Maker, Hachette, 2001 (ISBN 978-0752844510)
- Wendy Northcutt, The Darwin Awards III : Survival of the Fittest, New York, PLUME (The Penguin Group), 2003, 254 p. (ISBN 0-525-94773-6, lire en ligne)
- Wendy Northcutt, The Darwin Awards : The Descent of Man, Running Press Miniature Editions, 2005, 192 p. (ISBN 978-0-7624-2561-7, lire en ligne)
- Wendy Northcutt, The Darwin Awards : Felonious Failures, Running Press Miniature Editions, 2005, 192 p. (ISBN 978-0-7624-2562-4, lire en ligne)
- Wendy Northcutt, The Darwin Awards 4 : Intelligent Design, New York, DUTTON (The Penguin Group), 2006, 336 p. (ISBN 978-1-101-21892-1, lire en ligne)
- Wendy Northcutt, The Darwin Awards V : Next Evolution, New York, DUTTON (The Penguin Group), 2008, 291 p. (ISBN 978-0-14-301033-3, lire en ligne)
- Wendy Northcutt, The Darwin Awards Next Evolution : Chlorinating the Gene Pool, New York, DUTTON (The Penguin Group), 2008, 320 p. (ISBN 978-1-4406-3677-6, lire en ligne)
- Wendy Northcutt, The Darwin Awards : Countdown to Extinction, New York, DUTTON (The Penguin Group), 2010, 336 p. (ISBN 978-1-101-44465-8, lire en ligne)

Par ailleurs, un film s'est inspiré du site : The Darwin Awards, sorti en 2006 (comédie)